# Neoxolmis rufiventris
La monjita chocolate (en Argentina y Paraguay) (Neoxolmis rufiventris), también denominada cazamoscas chocolate (en Chile), viudita chocolate (en Uruguay) o chocolate (en Argentina), es una especie de ave paseriforme de la familia Tyrannidae perteneciente al género Neoxolmis. Es nativa del sur de América del Sur.

## Distribución y hábitat

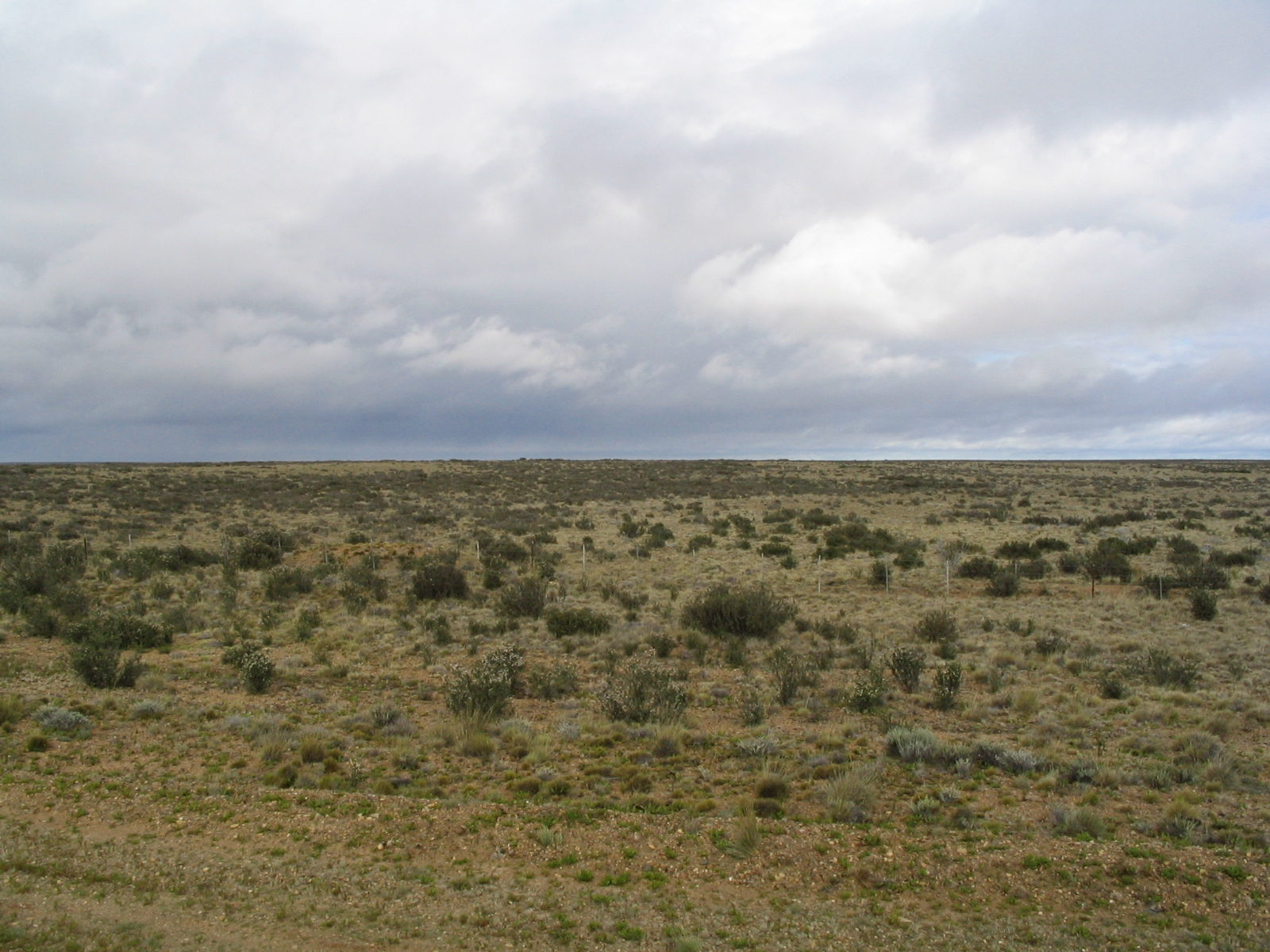
La estepa patagónica, el hábitat de reproducción de la especie.

Anida en el sureste de Argentina (desde el sur de Río Negro) hacia el sur, incluyendo el extremo sur de Chile, hasta Tierra del Fuego; migra hacia el norte hasta el centro este de Argentina, Uruguay, y extremo sureste de Brasil. Registrada como vagante en Paraguay.
Esta especie es considerada poco común en su hábitat reproductivo natural: las estepas patagónicas con pastos cortos; migra hacia el norte en los inviernos australes, prefiriendo grandes campos abiertos; principalmente abajo de los 500 m s. n. m. de altitud.

## Descripción
Es un ave relativamente grande, mide 23 cm de longitud, elegante e inconfundible. Por arriba es gris ceniza, con la frente y el área ocular negros; los hombros de color arena pálido, pudiendo parecer plateados, las plumas de vuelo internas son canela brillante con las puntas blancas, las largas plumas externas de vuelo son negras; la cola es negruzca, con las puntas y los bordes blancos. La garganta y el pecho son grises contrastando con el vientre rufo. El pico y las patas son negros.

## Comportamiento
Es primariamente de costumbres terrestres, aunque aves anidando perchan en arbustos, nunca en árboles. Es sociable, durante el invierno se le suele ver en bandos de hasta veinte individuos, muchas veces en compañía de chorlitos cabezones (Oreopholus ruficollis), acentuando el hecho de que, a pesar de ser un tiránido, ecológicamente se comporta como un chorlito. Su vuelo es alegre y juguetón y en el suelo abre y cierra nerviosamente la cola.

### Alimentación
Se alimenta de insectos y coleópteros, y también de pequeños vertebrados, como lagartijas.

### Reproducción
Anida entre noviembre y diciembre. Construye su nido en forma de taza profunda forrada con hierbas y plumas, en el suelo, oculto en algún arbusto bajo o hierba alta. La postura es de dos a tres huevos.

## Sistemática

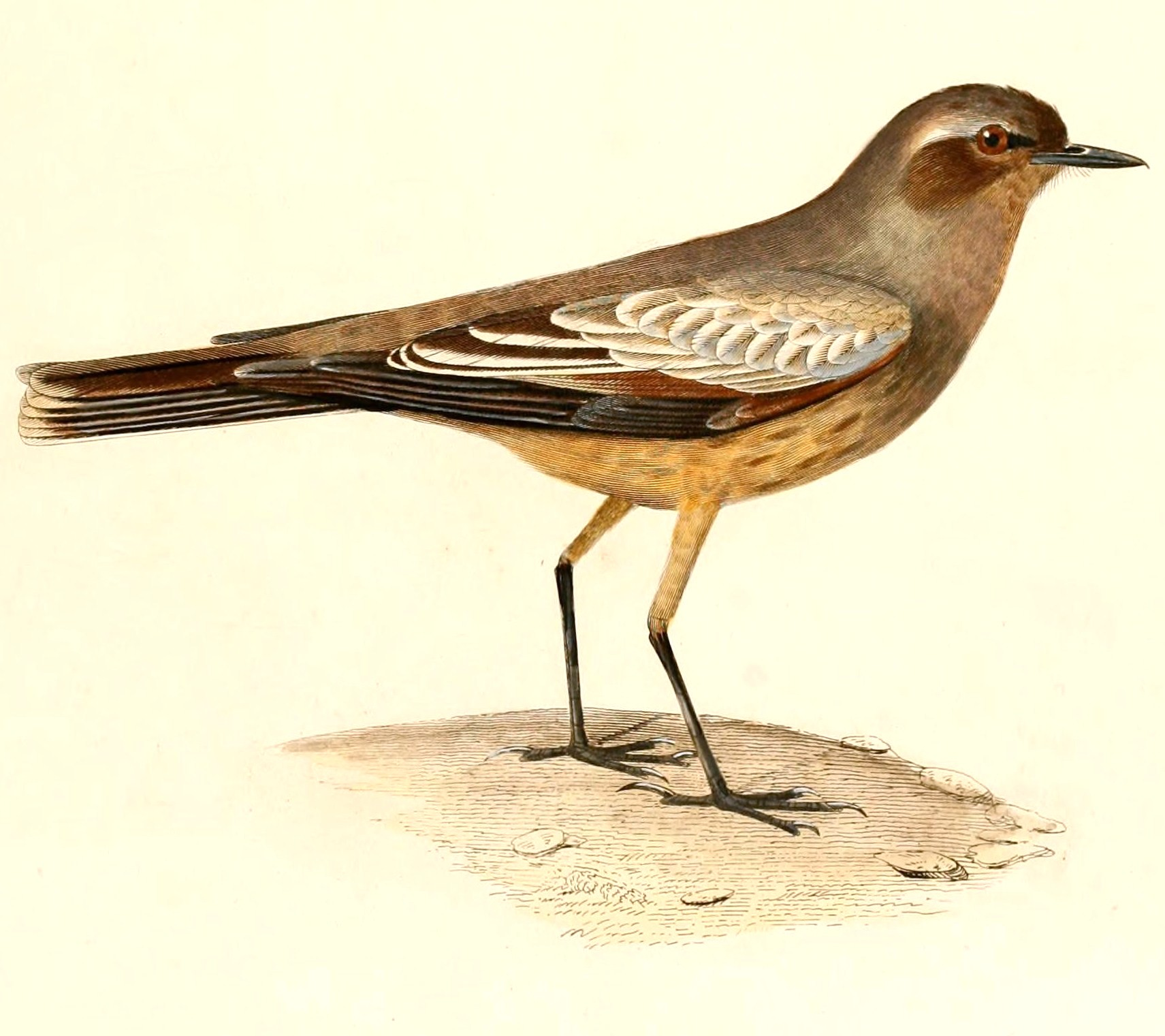
Neoxolmis rufiventris, ilustración en Voyage dans l'Amérique Méridionale de d'Orbigny, 1847.

### Descripción original
La especie N. rufiventris fue descrita por primera vez por el naturalista francés Louis Pierre Vieillot en 1823 bajo el nombre científico Tyrannus rufiventris; la localidad tipo es «Río Santa Lucía, Uruguay».

### Etimología
El nombre genérico masculino «Neoxolmis» es una combinación de la palabra del griego «neos» que significa ‘nuevo’, y del género Xolmis, las monjitas; y el nombre de la especie «rufiventris» se compone de las palabras del latín  «rufus» que significa ‘rufo, rojizo’, y «ventris, venter», que significa ‘vientre’.

### Taxonomía
La especie ya fue colocada en Myiotheretes por autores tempranos, y algunas veces en Xolmis por otros más recientes. Los estudios genéticos recientes de Ohlson et al. (2020) y Chesser et al. (2020) concluyeron que el género Xolmis no era monofilético, encontraron que la presente especie es hermana de Xolmis rubetra y que el par formado por ambas es próximo de X. coronatus, por lo cual estas dos especies y X. salinarum fueron transferidas al género Neoxolmis. Es monotípica.